# 베아트릭스 슈바
베아트릭스 "트릭시" 슈바(독일어: Beatrix "Trixi" Schuba, 1951년 4월 15일 ~ )는 오스트리아의 피겨 스케이팅 선수로 여자 싱글 부문에서 활약했다. 그녀는 세계 선수권 대회에서 2연패 (1971, 1972)했고, 1972년 올림픽에서 우승했다.

## 개인 생활
슈바는 비엔나에서 태어났다. 그녀가 13살때 아버지가 죽은 후, 그녀는 무역학교에 가서 결국 비엔나에서 가족의 목재사업 회계를 인수했다.

## 선수 경력
그녀는 비엔나 국립 오페라 극장과 부르크 극장의 공연을 보기 위해 그녀의 부모가 구입한 TV에서 미국의 대회 참가를 볼 수 있었을 때 피겨 스케이팅 종목에서 슈바의 관심은 1955년에 시작되었다. 그녀는 1955년부터 1962년까지 헬무트 자이프트의 지도를 받았고, 그 다음 레오폴트 린하르트의 지도를 받았다. 그녀는 1967년에 16세의 나이로 전오스트리아 선수권 대회 여자 싱글 부문에서 우승했다. 슈바는 1972년 삿포로 동계 올림픽때 금메달을 획득했다.

## 은퇴 이후
슈바가 아마추어 무대에서 은퇴한후, 보험 업계에서 일을 하고있다.

## 대회 성적
| Event            | 1967 | 1968 | 1969 | 1970 | 1971 | 1972 |
| ---------------- | ---- | ---- | ---- | ---- | ---- | ---- |
| 동계 올림픽      |      | 5위  |      |      |      | 1위  |
| 세계 선수권 대회 | 9위  | 4위  | 2위  | 2위  | 1위  | 1위  |

## 참조
1. ↑  “베아트릭스 슈바의 생애와 올림픽 성적”. 《Sports Reference》. Sports Reference. 2011년 2월 1일에 확인함.[깨진 링크(과거 내용 찾기)]